# Hojimat Erkinov
Hojimat Botir o’g’li Erkinov (* 29. Mai 2001 in Taschkent) ist ein usbekischer Fußballspieler.

## Karriere

### Verein
Erkinov begann seine Karriere bei Paxtakor Taschkent. Im Juli 2019 wurde er an Qoʻqon 1912 verliehen, für das er im selben Monat in der O’zbekiston Superligasi debütierte. Bis zum Ende der Saison 2019 kam er zu acht Einsätzen im usbekischen Oberhaus. Zur Saison 2020 wurde er an den FK Olmaliq weiterverliehen, für den er zehnmal spielte, ehe er im September 2020 nach Taschkent zurückkehrte. Für Paxtakor kam er bis Saisonende achtmal zum Einsatz, mit dem Verein wurde er 2020 Meister.
In der Saison 2021 gelang ihm mit Paxtakor die Titelverteidigung, der Flügelstürmer steuerte fünf Tore in 18 Einsätzen zum Erfolg bei. In der Saison 2022 kam er zu elf Einsätzen in der Superligasi, ehe Erkinov im Juli 2022 nach Russland zu Torpedo Moskau wechselte. Für Torpedo kam er zu 20 Einsätzen in der Premjer-Liga, aus der er mit dem Team zu Saisonende aber abstieg. Im Juli 2023 kehrte er dann leihweise zu Paxtakor zurück.

### Nationalmannschaft
Erkinov debütierte im September 2020 in einem Testspiel gegen Tadschikistan für die usbekische Nationalmannschaft. Mit der U-23-Auswahl nahm er 2022 an der Heim-Asienmeisterschaft teil. Mit Usbekistan wurde er Zweiter, er kam in allen sechs Partien seines Landes zum Zug und erzielte auch ein Tor.